# Eugenia quadriovulata
Eugenia quadriovulata är en myrtenväxtart som beskrevs av Gerda Jane Hillegonda Amshoff. Eugenia quadriovulata ingår i släktet Eugenia och familjen myrtenväxter. Inga underarter finns listade i Catalogue of Life.